# Dúbravica
Dúbravica (deutsch Dubrawitza, ungarisch Dubravica) ist eine Gemeinde in der Mitte der Slowakei mit 408 Einwohnern (Stand 31. Dezember 2024), die zum Okres Banská Bystrica, einem Kreis des Banskobystrický kraj, gehört.

## Geographie
Die Gemeinde befindet sich im bergigen Teil des Talkessels Zvolenská kotlina in der traditionellen Landschaft Podpoľanie, im Tal des Baches Zolná, an der Stelle, wo er die linksufrige Zolnica aufnimmt. Das Ortszentrum liegt auf einer Höhe von 427 m n.m. und ist 17 Kilometer von Banská Bystrica entfernt.
Nachbargemeinden sind Poniky im Norden und Osten, Hrochoť im Südosten, Čerín im Süden sowie Oravce im Westen und Nordwesten.

## Geschichte

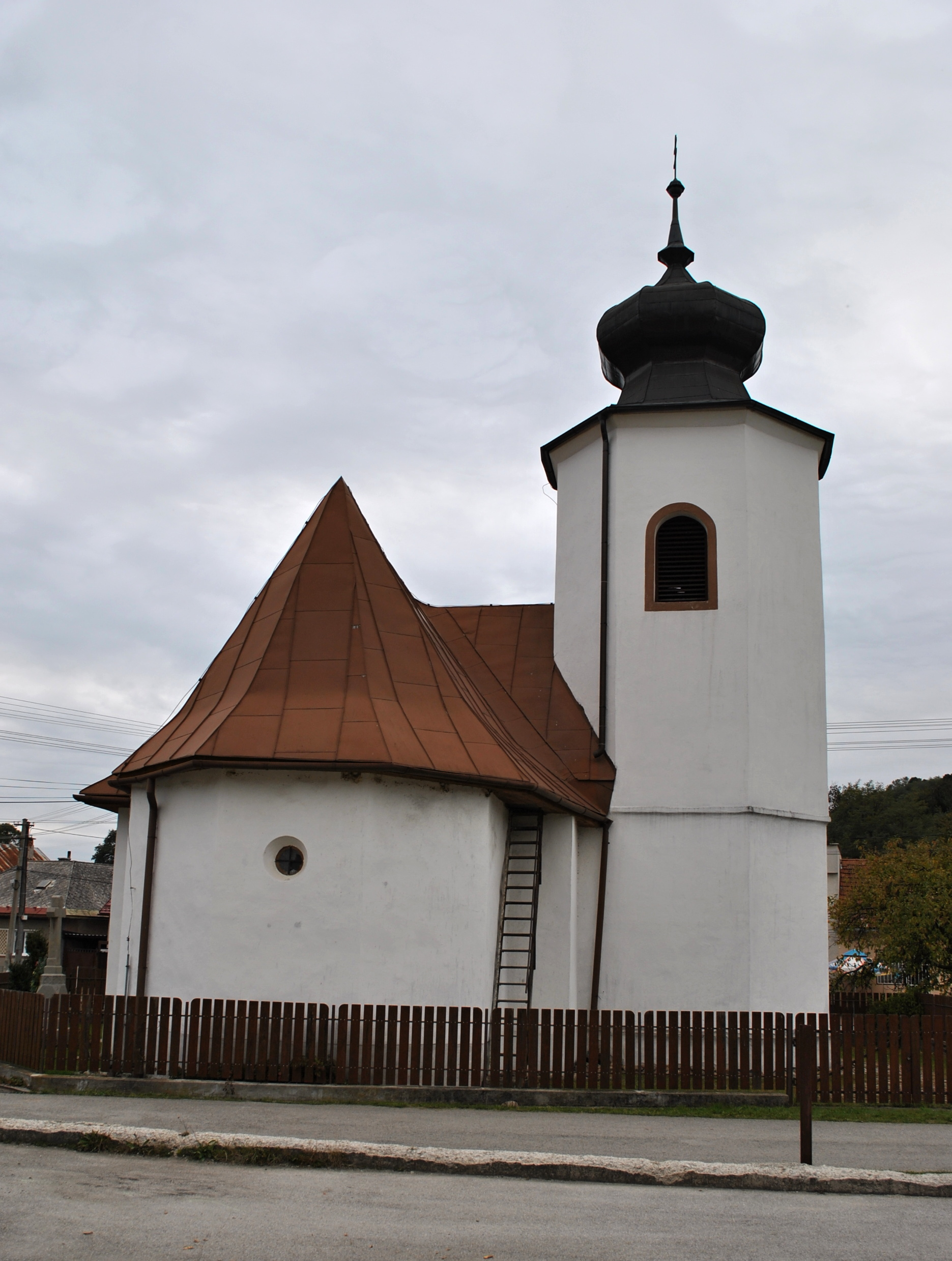
Kirche in Dúbravica

Dúbravica wurde im 14. Jahrhundert auf dem Weg von Altsohl nach Liptsch gegründet und wurde zum ersten Mal 1400 als Dubrauice schriftlich erwähnt. Das Dorf gehörte zum Herrschaftsgebiet der Burg Liptsch. Gegen 1540 bestand im Ort ein kurzzeitiger Eisenerzbergbaubetrieb. Zwischen 1582 und 1657 war Dúbravica gegenüber dem Osmanischen Reich tributpflichtig. 1828 zählte man 27 Häuser und 215 Einwohner, die als Getreidehändler und Landwirte beschäftigt waren.
Bis 1918 gehörte der im Komitat Sohl liegende Ort zum Königreich Ungarn und kam danach zur Tschechoslowakei beziehungsweise heute Slowakei.

## Bevölkerung
| Jahr                | 1994 | 2004     | 2014    | 2024    |
| ------------------- | ---- | -------- | ------- | ------- |
| Anzahl der Personen | 328  | 365      | 395     | 408     |
| Unterschied         |      | +11,28 % | +8,21 % | +3,29 % |

| Jahr                | 2023 | 2024    |
| ------------------- | ---- | ------- |
| Anzahl der Personen | 401  | 408     |
| Unterschied         |      | +1,74 % |

Nach der Volkszählung 2011 wohnten in Dúbravica 368 Einwohner, davon 360 Slowaken, zwei Tschechen und ein Mährer. Fünf Einwohner machten keine Angabe zur Ethnie.
191 Einwohner bekannten sich zur römisch-katholischen Kirche, 124 Einwohner zur Evangelischen Kirche A. B. sowie jeweils ein Einwohner zur jüdischen Gemeinde und zur Pfingstbewegung; drei Einwohner bekannten sich zu einer anderen Konfession. 31 Einwohner waren konfessionslos und bei 12 Einwohnern wurde die Konfession nicht ermittelt.

## Bauwerke
- römisch-katholische Sophiakirche im spätgotischen Stil aus dem 16. Jahrhundert
- Ruinen eines Renaissance-Landschlosses aus dem 16. Jahrhundert